# سارگپه چشم‌سفید
سارگپه چشم‌سفید (نام علمی: Butastur teesa) پرنده‌ای از تیرهٔ بازان است. این پرنده در ایران نیز یافت می‌شود.

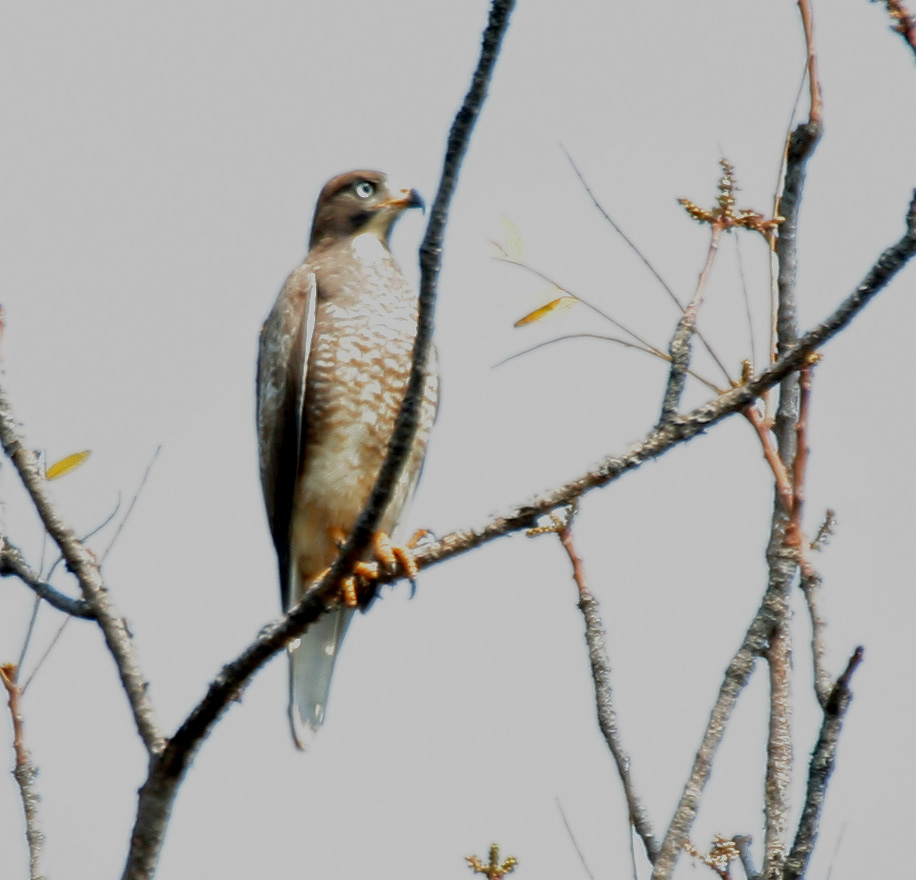
سارگپه چشم سفید